# Alleanza per l'Unità dei Romeni
L'Alleanza per l'Unità dei Romeni (in rumeno Alianța pentru Unitatea Românilor, AUR) è stata una coalizione politica romena di centro-destra, formatasi in vista delle Elezioni parlamentari in Romania del 1990.

## Storia
In seguito alla rivoluzione romena del 1989 che rovesciò il regime di Nicolae Ceaușescu il potere fu assunto ad interim da un governo provvisorio (il Consiglio del Fronte di Salvezza Nazionale, CFSN), che indisse prime libere elezioni per il maggio 1990. Nacquero, quindi, numerose formazioni politiche, che si organizzarono per concorrere alla tornata elettorale.
Nel marzo 1990 fu fondato il nazionalista Partito dell'Unione Nazionale dei Romeni di Transilvania (rumeno: Partidul de Uniune  Naţională a Românilor din Transilvania, PUNRT), che crebbe da livello regionale a nazionale e fu ridenominato, nel novembre 1990, Partito dell'Unità Nazionale Romena (rumeno: Partidul Unității Naționale Române, PUNR). Nato nel contesto del conflitto interetnico di Târgu Mureș, il PUNR aveva una forte base elettorale in Transilvania, dove promuoveva il nazionalismo romeno in antagonismo alle altre minoranze etniche. Nello stesso periodo nacque anche il Partito Repubblicano (rumeno: Partidul Republican, PR) di Ioan Mânzatu.
Le due formazioni unirono i propri sforzi in termini organizzativi per poter partecipare alle elezioni del maggio 1990 sotto l'insegna di una coalizione denominata Alleanza per l'Unità dei Romeni (rumeno: Alianța pentru Unitatea Românilor, AUR). AUR si attestò intorno al 2%, ottenendo 9 deputati e 2 senatori, che andarono tutti a candidati del PUNR, che era il maggior partito della coalizione. I suoi parlamentari furono eletti tutti in Transilvania e nel nordovest del paese, tra i distretti di Mureș, Cluj, Brașov e Bihor.
La coalizione si sciolse nel 1992, quando PUNR e PR concorsero individualmente alle elezioni amministrative locali.

## Risultati elettorali
| Elezione          | Elezione | Voti    | %    | Seggi   |
| ----------------- | -------- | ------- | ---- | ------- |
| Parlamentari 1990 | Camera   | 290.875 | 2,12 | 9 / 396 |
| Parlamentari 1990 | Senato   | 300.473 | 2,15 | 2 / 119 |